# Kościół Wniebowzięcia Najświętszej Maryi Panny w Raniżowie
Kościół Wniebowzięcia Najświętszej Maryi Panny w Raniżowie – kościół parafialny w Raniżowie.

## Historia
Obecna świątynia powstała w miejscu starej, rozebranej w 1800 roku. Podobnie jak poprzednia jest orientowana. Budowę rozpoczęto w 1803 roku za czasów ówczesnego proboszcza Szymona Kolasińskiego. Na ten cel otrzymał on 8000 złotych reńskich ze skarbu krajowego potwierdzone pismem gubernialnym z 8 kwietnia 1814 roku. Budowa została zakończona w 1815. 

## Wnętrze
We wnętrzu znajdują się trzy ołtarze - jeden główny i dwa boczne.  W prezbiterium znajduje się rzeźbiony w drewnie ołtarz wsparty na  czterech kolumnach. W centralnym punkcie ołtarza znajduje się obraz Wniebowzięcia NMP, który podobnie jak pozostałe obrazy znajdujące się w pozostałych ołtarzach mogą być odsuwane. Za nim, na tylnym blacie znajduje się duży krucyfiks Ukrzyżowanego Zbawiciela. Do kolumn są przymocowane postaci: św. Anny, św. Elżbiety, Symeona i Zachariasza.
W prawej nawie umieszczono ołtarz boczny, który podobnie jak ołtarz główny jest rzeźbiony w drewnie. W centralnej części znajduje się płaskorzeźba Przemienienia Bożego, za którym we wnęce znajduje się figura Jezusa Miłosiernego. Nad tą częścią znajduje się obraz św. Stanisława Kostki. Po drugiej stronie znajdującej się po północnej stronie jest trzeci ołtarz, który został wykonany podobnie jak ten znajdujący się po stronie południowej. We wnęce znajduje się figura Matki Bożej z Dzieciątkiem Jezus, która pochodzi z poprzedniej świątyni. Przed nim znajduje się obraz Matki Bożej Różańcowej. Po lewej stronie od głównego wejścia znajduje się rzeźbiona ambona zdobiona aniołami.